# Sheri S. Tepper
Sheri Stewart Tepper (Denver, 16 luglio 1929 – 22 ottobre 2016) è stata una scrittrice statunitense, prolifica autrice di fantascienza, fantasy, horror e gialli. Con i suoi romanzi di fantascienza ha ricevuto svariate candidature ai principali premi del settore.

## Biografia
Nata e cresciuta nello Stato del Colorado, ha lavorato per venticinque anni presso la Rocky Mountain Planned Parenthood e solo dopo essersi ritirata dall'attività di assistenza sociale si è dedicata, a partire dagli anni Ottanta, alla narrativa fantastica.
Dopo aver pubblicato alcuni romanzi fantasy destinati al pubblico adolescente, nel 1987 porta a termine il suo primo progetto ambizioso, il dittico Le torri del dominio (The Awakeners, 1987); seguono Cronache del dopoguerra (The Gate to Women's Country, 1988) e soprattutto Pianeta di caccia (Grass, 1989), che dà inizio ad una trilogia ed entra nella cinquina dei candidati al Premio Hugo per il miglior romanzo.
Con gli pseudonimi A. J. Orde e B. J. Oliphant ha scritto negli anni Novanta due serie di gialli, affrontati come un piacevole diversivo rispetto alla più impegnativa scrittura degli ambiziosi romanzi di fantascienza.

## Opere
Per ogni testo si indica la prima edizione nell'originale inglese e l'eventuale prima traduzione in lingua italiana. Le serie di romanzi o racconti interconnessi sono elencate cronologicamente, in base alla data di pubblicazione del primo episodio di ogni ciclo.

### The Books of the True Game
La serie è articolata in tre trilogie: il ciclo di Peter e quello di Mavin Manyshaped sono consequenziali, mentre quello di Jinian si svolge in parallelo a quello di Peter.

#### The Books of the True Game: Peter
1. King's Blood Four, Ace Books, 1983.
2. Necromancer's Nine, Ace Books, 1983.
3. Wizard's Eleven, Ace Books, 1984.

La trilogia è stata riunita nell'omnibus The True Game, Corgi Books, 1985.

#### The Books of the True Game: Mavin Manyshaped
1. The Song of Mavin Manyshaped, Ace Books, 1985.
2. The Flight of Mavin Manyshaped, Ace Books, 1985.
3. The Search of Mavin Manyshaped, Ace Books, 1985.

La trilogia è stata riunita nell'omnibus The Chronicles of Mavin Manyshaped, Corgi Books, 1988.

#### The Books of the True Game: Jinian
1. Jinian Footseer, Tor Books, 1985.
2. Dervish Daughter, Tor Books, 1986.
3. Jinian Star-Eye, Tor Books, 1986.

La trilogia è stata riunita nell'omnibus The End of the Game, Science Fiction Book Club, Doubleday, 1988.

### Marianne
1. Marianne, the Magus, and the Manticore, Ace Books, 1985.
2. Marianne, the Madame, and the Momentary Gods, Ace Books, 1988.
3. Marianne, the Matchbox, and the Malachite Mouse, Ace Books, 1989.

La trilogia è stata riunita nell'omnibus The Marianne Trilogy, Corgi Books, 1990.

### Badger Ettison
1. Blood Heritage, Tor Books, 1985.
2. The Bones, Tor Books, 1986.

### Risveglianti
La dilogia è stata riunita per la prima volta nell'omnibus The Awakeners, Science Fiction Book Club, Doubleday, 1987. La prima edizione italiana apparve nell'analogo omnibus Le torri del dominio, trad. Alessandro Zabini, Cosmo Oro 125, Editrice Nord, 1992.
1. Spondanord (Northshore), Tor Books, 1987.
2. Spondasud (Southshore), Tor Books, 1987.

### Arbai
1. Pianeta di caccia (Grass), Doubleday, 1989. Trad. Alessandro Zabini, Cosmo Argento 218, Editrice Nord, 1991.
2. La razza perduta (Raising the Stones), Doubleday, 1990. Trad. Alessandro Zabini, Cosmo Argento 223, Editrice Nord, 1992.
3. Il segreto degli Arbai (Sideshow), Bantam Spectra, 1992. Trad. Alessandro Zabini, Cosmo Argento 239, Editrice Nord, 1993.

### Jason Lynx
Con lo pseudonimo di A. J. Orde.
1. A Little Neighborhood Murder, Doubleday, 1989.
2. Death and the Dogwalker, Doubleday, 1990.
3. Death for Old Times' Sake, Doubleday, 1992.
4. Looking for the Aardvark, Doubleday, 1993.
5. A Long Time Dead, Ballantine Books, 1995.
6. A Death of Innocents, Ballantine Books, 1997.

### Shirley McClintock
Con lo pseudonimo di B. J. Oliphant.
1. Dead in the Scrub, Ballantine Books, 1990.
2. The Unexpected Corpse, Ballantine Books, 1990.
3. Deservedly Dead, Ballantine Books, 1992.
4. Death and the Delinquent, Ballantine Books, 1993.
5. Death Served Up Cold, Ballantine Books, 1994.
6. A Ceremonial Death, Ballantine Books, 1996.
7. Here's to the Newly Dead, Ballantine Books, 1997.

### Plague of Angels
Inizialmente un romanzo autoconclusivo poi proseguito con due sequel; nel terzo episodio l'autrice ha esplicitato tramite un crossover che la sequenza si svolge nello stesso universo della saga The Books of the True Game.
1. A Plague of Angels, Bantam Spectra, 1993.
2. The Waters Rising, HarperCollins, 2010.
3. Fish Tails, HarperCollins, 2014.

### Romanzi autoconclusivi
- The Revenants, Ace Books, 1984.
- Dopo il lungo silenzio (After Long Silence o The Enigma Score), Bantam Spectra, 1987. Trad. Maurizio Nati, Economica Tascabile 1ª serie n. 99, Fanucci Editore, 1998.
- Cronache del dopoguerra (The Gate to Women's Country), Doubleday, 1988. Trad. Stefano Di Marino, Urania 1259, Arnoldo Mondadori Editore, 11 Giugno 1995.
- Still Life, Bantam Spectra, 1989. Con lo pseudonimo di E. E. Orlak.
- Beauty, Doubleday, 1991.
- Shadow's End, HarperCollins, 1994.
- Gibbon's Decline and Fall, Bantam Spectra, 1996.
- The Family Tree, Voyager, HarperCollins, 1997.
- Six Moon Dance, Avon Eos, 1998.
- Singer from the Sea, Avon Eos, 1999.
- The Fresco, HarperCollins, 2000.
- The Visitor, HarperCollins, 2002.
- The Companions, HarperCollins, 2003[3].
- The Margarets, HarperCollins, 2007.

## Riconoscimenti
Tepper ha ricevuto svariate candidature ai principali premi per la letteratura di fantascienza.
- Premio Hugo
  - Pianeta di caccia (Grass): candidato
- Premio Locus
  - Pianeta di caccia (Grass): candidato
  - Beauty: vincitore
- Premio Arthur C. Clarke
  - Gibbon's Decline and Fall: candidato
  - The Family Tree: candidato
  - The Margarets: candidato
  - The Waters Rising: candidato
- Premio John Wood Campbell Memorial
  - Il segreto degli Arbai (Sideshow): candidato
  - The Fresco: candidato
  - The Visitor: candidato
  - The Companions: candidato
  - The Margarets: candidato